# NGC 1374
NGC 1374 (również PGC 13267) – galaktyka eliptyczna (E), znajdująca się w gwiazdozbiorze Pieca. Została odkryta 29 listopada 1837 roku przez Johna Herschela. Galaktyka ta należy do gromady w Piecu.